# Flugplatz Allakaket

i7
i11
i13
Der Flugplatz Allakaket (IATA-Code: AET, ICAO-Code: PFAL, FAA-LID: 6A8) ist ein staatlicher Flughafen, der sich 4 km nordnordwestlich von Allakaket, einer Stadt in der Yukon-Koyukuk Census Area im amerikanischen Bundesstaat Alaska, befindet. Der Flughafen wird manchmal auch als Neuer Flugplatz Allakaket (New Allakaket Airport) bezeichnet, der als Ersatz für den alten Flughafen gebaut wurde.
Gemäß Aufzeichnungen der amerikanischen Luftfahrtbehörde verzeichnete der Flughafen 1437 Passagiere im Jahre 2024.

## Infrastruktur und Flugzeuge
Der Flugplatz Allakaket hat eine Piste mit der Bezeichnung 05/23 aus Kies, die 1219 × 30 Meter misst. Im Jahre 2005 verzeichnete der Flughafen 2270 Bewegungen, also 189 pro Monat: 53 % Lufttaxi, 46 % Allgemeine Luftfahrt, 1 % Militär.

## Fluggesellschaften und Flugziele
Es werden (2025) durch zwei Fluggesellschaften Flüge zu Zielen innerhalb Alaskas angeboten.